# Dominicas arbetarparti
Dominicas arbetarparti (Partito Laburista di Dominica) är ett socialdemokratiskt parti i Dominica.
I valet 2005 erövrade partiet 52,07 % av rösterna och 12 mandat. Dominicas arbetarparti bildade därefter regering med Roosevelt Skerrit som premiärminister.